# Boubanzegue
Boubanzegue is een plaats in de Centraal-Afrikaanse prefectuur Lobaye.